# Comuna de París
|  | Aquest article tracta sobre el govern de París. Si cerqueu la unitat militar, vegeu «Batalló Comuna de París». |

L'expressió Comuna de París es referia en un principi al govern de París durant la Revolució Francesa. No obstant això, a l'actualitat es refereix al govern socialista que va exercir el poder breument a la ciutat de París des del 18 de març (formalment el 26 de març) del 1871 fins al 28 de maig del mateix any. La Comuna de París de 1871 va ser el primer intent històric reeixit de construir una alternativa democràtica i popular al capitalisme i la cristal·lització d'una amalgama de pensament popular obrerista que s'estava formant des de feia dècades. Per exemple, el Manifest Comunista de Marx i Engels va ser inicialment publicat en múltiples llengües, inclòs el francès, el 1848.
En sentit estricte, la Comuna de París de 1871 va ser simplement l'autoritat local (commune en francès és un consell d'un poble o districte) que va governar a París durant dos mesos a la primavera del 1871. Nogensmenys, les condicions en què va ser formada, els seus decrets controvertits i el seu cruel final com a resultat de la repressió militar, en fan un dels més importants episodis polítics de l'època: 30.000 executats, 38.000 empresonats i 7.000 deportats.
Tot i que la Comuna de París es considera una revolució social, les disposicions adoptades per les autoritats locals van ser força limitades: legitimació dels fills naturals, condonació dels deutes d'articles de primera necessitat dipositats a les cases d'empenyorament i prohibició del desnonament de llogaters morosos. Amb tot, no es va col·lectivitzar res, ni varen tocar les reserves del Banc de França. L'acció simbòlica més radical que varen fer va ser enderrocar la columna Vendôme que lloava les glòries militars de Napoleó Bonaparte. Tanmateix, la versió que es va estendre a la resta del món sobre el que va passar a París va ser molt diferent: destrucció de monuments, profanació d'esglésies, robatoris i instauració de l'amor lliure. A la resta del món, Commune de Paris es va interpretar com que s'havia instaurat un règim en el qual tot era comú, quan el mot francès commune simplement significa «municipi».
En diverses ciutats de França com Marsella, Lió, Saint-Etienne, Tolosa de Llenguadoc, Narbona, Grenoble i Llemotges, altres comunes foren proclamades a partir del 3 de març del 1871, però totes van ser reprimides ràpidament. Karl Marx considerava aquesta com la primera insurrecció proletària autònoma i Lenin la citava com a exemple sovint.

## Instauració de la Comuna
La rendició de París un cop acabada la guerra francoprussiana, després de ser assetjada durant més de quatre mesos, havia obligat els francesos a acceptar les condicions imposades per l'estadista Otto von Bismarck. Es va arribar a un armistici que va permetre la celebració d'eleccions i el nomenament d'Adolphe Thiers com a cap del poder executiu, amb el suport d'una ampla majoria legitimista i orleanista. L'amenaça d'un executiu que volia preservar totes les injustícies socials, desarmar la ciutat i fer pagar el preu de la guerra als sectors més pobres de la població va desencadenar la rebel·lió.
El 3 de març, una assemblea dels delegats de la Guàrdia Nacional va triar un Comitè Executiu provisional de 32 membres que va prometre defensar la Tercera República Francesa. El mateix dia, el govern de Thiers va nomenar comandant en cap de la Guàrdia Nacional el general monàrquic Louis d'Aurelle de Paladins, que havia prestat suport militarment al cop d'estat de Napoleó III del 2 de desembre del 1852. L'Assemblea Legislativa i el govern es van traslladar de Bordeus a Versalles, però Thiers va decidir romandre a París.
Les primeres mesures aprovades per la nova Assemblea confirmaren les inquietuds de la població, i recordaven les mesures impopulars impulsades per Thiers durant la Segona República el 1848: el 10 de març, suprimeix la moratòria sobre lletres de pagament, lloguers i deutes que han de pagar gairebé immediatament, cosa que aboca a París 300.000 obrers, petits tallers i botigues a la suspensió de pagaments. Suprimeix el salari dels guàrdies nacionals, deixant milers de famílies sense recursos. El general Joseph Vinoy, acabat de nomenar comandant cap de l'exèrcit, prohibeix sis diaris republicans, dels quals 4 tenien cadascun un tiratge de més de 200.000 exemplars i mana condemnar a mort Gustave Flourens i Auguste Blanqui per la seva participació en la revolta d'octubre del 1870.
Al mateix temps que el Comitè Central de la Guàrdia Nacional estava adoptant una posició cada vegada més radical i guanyava fermament autoritat, el govern no podia permetre tenir 400 canons i metralladores a la seva disposició indefinidament. I així, com a primer pas, a l'alba del 18 de març, Thiers va ordenar a les seves tropes confiscar els canons emmagatzemats en les altures de Montmartre, Belleville i al Parc des Buttes-Chaumont. Als barris de Belleville i a Montmartre, els residents avisats a toc de campana es van precipitar per interposar-se al trasllat dels canons i no van seguir les instruccions. A Montmartre, quan el general Claude Lecomte va ordenar disparar a una munió desarmada, en contra de l'opinió dels membres del comitè del districte, va ser afusellat al mateix barri juntament amb el general Clément Thomas, un antic comandant de la Guàrdia Nacional, responsable de la repressió durant la rebel·lió popular al juny del 1848.

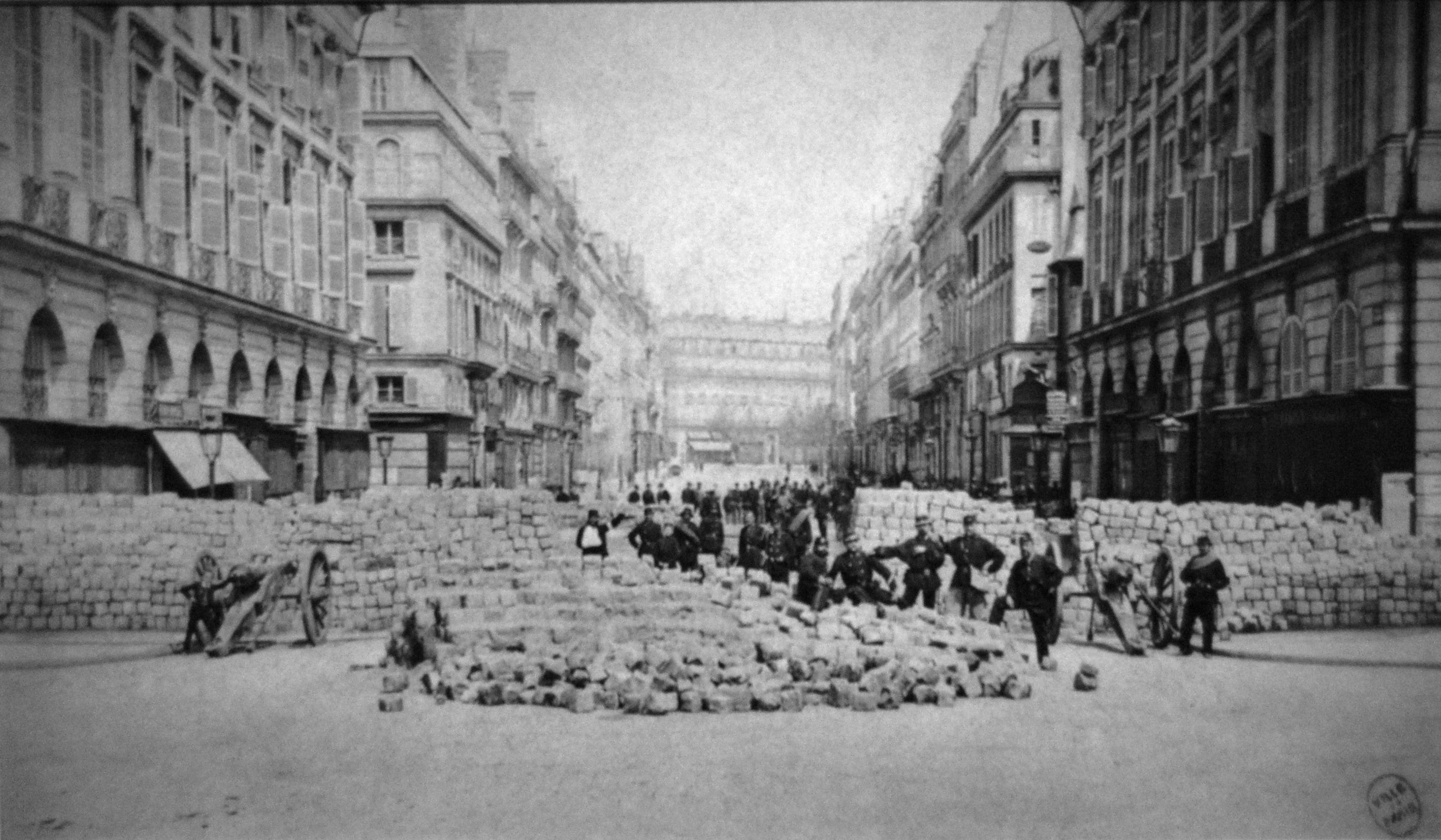
Barricada a la place Vendôme, 1871

El 18 de març marca oficialment l'inici del govern de la Comuna. Altres unitats armades es van unir a la rebel·lió, que es va escampar tan ràpidament que Thiers va ordenar l'evacuació immediata de París de les forces regulars que encara li continuaven essent lleials, com ara la policia i els empleats de totes les administracions públiques. Ell mateix va fugir, al capdavant dels seus homes, a Versalles.
Segons Thiers, 100.000 parisencs van abandonar la capital. En els dies següents, la majoria dels habitants dels barris residencials de l'oest de París (el XVI i el XVII), tradicionalment conservadors, es van refugiar a Versalles. El Comitè Central de la guàrdia nacional era ara l'únic govern efectiu a París: gairebé immediatament va renunciar a la seva autoritat i va organitzar eleccions per a la comuna, proposades per al 26 de març. Els insurgents van decidir celebrar immediatament unes eleccions lliures per assegurar la legitimitat democràtica de la insurrecció. El 26 de març, una majoria indiscutible (190.000 vots contra 40.000) va aprovar els motius de la revolta La Comuna de París va ser constituïda el 28 de març. Els 92 membres del Consell Comunal incloïen obrers, artesans, petits comerciants, professionals com metges i periodistes i un gran nombre de polítics. Abastaven totes les tendències republicanes: des de republicans reformistes i moderats, socialistes, marxistes llibertaris, anarquistes, proudhonians, blanquistes i personatges influents com Charles Delescluze, Eugène Varlin, Leó Frankel i Félix Pyat, fins neojacobins que tendien a mirar nostàlgicament la Revolució Francesa. El socialista Auguste Blanqui va ser elegit president del Consell, però això va ocórrer en la seva absència, ja que havia estat arrestat el 17 de març i va estar retingut en una presó secreta durant la vida de la Comuna.

## Derrota de la Comuna
La Comuna havia comès un gran error que pagaria car: deixar que l'enemic s'organitzés. Thiers únicament havia d'esperar a rebre reforços de tota França per a comptar una superioritat numèrica incontestable i posar fi a la revolució per la força de les armes. La Comuna finalment va ser derrotada durant la Setmana Sagnant (21-28 de maig), que va començar amb l'entrada de les tropes de Versalles a París el 21 de maig i va acabar amb les darreres batalles al cementiri de Père-Lachaise el 28 de maig. Havia durat 72 dies i entre 10.000 i 30.000 parisencs hi van morir, entre ells el revolucionari polonès i general de la Guàrdia Nacional Jarosław Dombrowski.
Un cop van acumular tropes suficients, aquestes arribaren a París i arremeteren contra les tropes revolucionàries. Les reformes urbanístiques de Georges Eugène Haussmann, que s'havien dut a terme només uns anys enrere, foren essencials per a un ràpid control de la ciutat, gràcies a la major amplitud dels carrers i districtes, que permeteren un desplaçament ampli i ràpid de les tropes.
Quan cap a la meitat de maig la situació militar va empitjorar i les tropes de Versalles van arribar a les portes de París, les dones com Elisabeth Dmitrieff van agafar les armes per formar un batalló propi. Moltes van morir a les barricades. La propaganda burgesa les va atacar de la pitjor manera, acusant-les d'haver cremat la ciutat durant el conflicte i donant-los el malnom de pétroleuses.

## Mesures adoptades per la Comuna

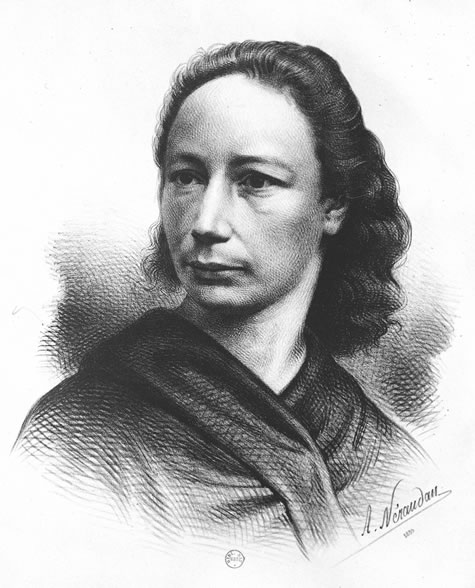
Louise Michel, una de las principals figures de la Comuna de París. Fou la primera en enarborar la bandera negra.

Malgrat les diferències internes, el Consell va tenir un bon començament en mantenir els serveis públics essencials per a una ciutat de dos milions d'habitants. També va ser capaç d'arribar a un consens sobre certes polítiques que tendien cap a una democràcia social progressista més que a una revolució social. A causa de la manca de temps (la Comuna va poder existir menys de 60 dies en total), només uns pocs decrets van ser ordenats. Aquests incloïen: remissió de les rendes, que havien estat augmentades considerablement per propietaris, fins que s'acabés el setge; l'abolició del treball nocturn en els centenars de fleques de París, l'abolició de la guillotina, la concessió de pensions per a les vídues dels membres de la Guàrdia Nacional morts en servei, així com per als seus fills; la devolució gratuïta de totes les eines dels treballadors, mitjançant les cases d'empenyorament estatals; es van posposar les obligacions de deutes i es van abolir els interessos dels deutes i, allunyant-se dels estrictes principis reformistes, el dret dels empleats a prendre el control d'una empresa si fos abandonada pel seu amo.
El Consell va posar fi a l'allistament i va reemplaçar l'exèrcit convencional amb una Guàrdia Nacional de tots els ciutadans que podien portar armes. La legislació proposada separava l'església de l'estat, feia que totes les propietats de l'església esdevinguessin propietat estatal, i excloïa la religió de les escoles. Es va permetre les esglésies de continuar llur activitat religiosa només si mantenien les portes obertes al públic a la tarda perquè es fessin reunions polítiques. Això va fer de les esglésies el principal centre polític participatiu de la Comuna. Una altra legislació projectada tractava de reformes educatives que permetrien que l'educació i la pràctica tècnica fossin disponibles per a tothom. La Comuna va adoptar durant la seva breu existència l'anteriorment descartat calendari de la Primera República Francesa, així com la bandera roja en comptes de la tricolor.
La Comuna també va legislar sobre mesures de caràcter socialista. Es va decidir que les fàbriques abandonades pels propietaris fugits de la ciutat s'havien de lliurar a associacions cooperatives d'obrers, i que els propietaris serien indemnitzats al seu retorn. Els teatres i els museus, que havien de ser gratuïts i oberts a tothom, van passar a ser col·lectivitzats i gestionats per la «Federació dels artistes de París», presidida pel pintor militant Gustave Courbet. En van fer part uns 300 escultors, arquitectes, litògrafs i pintors entre els quals hi era Édouard Manet.
Malgrat el reformisme formal del Consell de la Comuna en el seu conjunt, l'actuació comunal era molt més revolucionària. Les tendències revolucionàries predominants incloïen anarquistes, blanquistes, jacobins i independents. La Comuna de París ha estat celebrada per anarquistes i socialistes marxistes contínuament fins a l'actualitat, en part a causa de la varietat de tendències, l'alt grau de control per part dels treballadors i la notable cooperació entre els diferents bàndols revolucionaris. Friedrich Engels, el més pròxim col·laborador de Karl Marx, mantindria després que l'absència d'un exèrcit fix, les polítiques autònomes dels quartiers i altres característiques van tenir com a conseqüència que la Comuna no fos com un estat en el sentit repressiu del terme: era una forma de transició en direcció de l'abolició de l'estat com a tal. El seu possible desenvolupament futur, però, romandria com a pregunta teòrica, car després de només una setmana va ser atacada per elements del nou exèrcit (que incloïa antics presoners de guerra capturats durant les batalles de Metz i Sedan alliberats per l'exèrcit prussià) creat ràpidament a Versalles. Patrice Mac Mahon, el general responsable de la desfeta de Sedan, i futur president de la República, seria un dels principals botxins. El jove Arthur Rimbaud va descriure la capital francesa com una «ciutat dolorosa, gairebé morta». Va ser la massacre més violenta de la història de França.

## La Comuna a la literatura catalana
- Joan-Lluís Lluís, a la novel·la El navegant (Proa, 2016, premi Serra d'Or) descriu alguns episodis de la Comuna i sobretot de la seva repressió.